# 277 Park Avenue
277 Park Avenue es un edificio de oficinas en Midtown Manhattan, Nueva York. Se encuentra en el lado este de Park Avenue entre las Calles 47 y 48; tiene 209 m de altura y 50 plantas.
El edificio actualmente es sede de JPMorgan Chase, el Banco de Inversión, Commercial Bank y otras funciones corporativas. La compra por JP Morgan de Bear Stearns en 2008 se tradujo en que la mayoría de los empleados de banca de inversión se trasladaran a 383 Madison Avenue para reducir el espacio alquilado en Midtown. 277 Park Avenue sigue siendo propiedad de Stahl Organization, el promotor original del edificio.
Como inquilinos anteriores se listan los siguientes: Penthouse Magazine, Schlumberger, Donaldson, Lufkin & Jenrette, y Chemical Bank (antecesor a JPMorgan Chase). El edificio abrió sus puertas el 13 de julio de 1964.
Un edificio de apartamentos diseñado por McKim, Mead y White ocupaba el solar actual. Uno de esos apartamentos fue la sede de la campaña presidencial de John F. Kennedy.

## Inquilinos
- Academy Securities[7]
- Australia and New Zealand Banking Group[8]
- Cassidy Turley
- Cozen O’Connor[9]
- The Hartford[10]
- JPMorgan Chase
- Sumitomo Mitsui Banking Corporation[11]
- Continental Grain Company
- MHP Real Estate Services
- Agricultural Bank of China[12]
- Bank of India, US Operations[13]
- Raymond James & Associates[14]